# Iniziativa Liberale
Iniziativa Liberale (in portoghese: Iniciativa Liberal) è un partito politico portoghese guidato da João Cotrim de Figueiredo. È un partito liberale classico che chiede maggiore libertà economica, politica e sociale.  È entrato per la prima volta nell'Assemblea della Repubblica grazie alle elezioni legislative del 2019, nelle quali hanno ottenuto un seggio.

## Storia
Il partito è stato fondato come associazione nel 2016 ed è stato approvato come partito dalla Corte costituzionale nel 2017. Il partito è stato ammesso al Partito dell'ALDE, un partito politico europeo, nel novembre 2017.
Il partito ha partecipato alle elezioni per la prima volta alle elezioni europee del 2019, ottenendo 29 120 voti, pari allo 0,94%, e non riuscendo a ottenere seggi al Parlamento europeo.
Alle elezioni legislative del 2019, il partito ha ottenuto un seggio nel Parlamento portoghese attraverso il distretto elettorale di Lisbona, con 67 681 voti, equivalenti all'1,29% dei voti espressi.

## Programma elettorale
Nel 2018, Iniziativa Liberale ha approvato il suo primo programma, con lo slogan "meno Stato, più libertà". Tra le proposte, si aveva l'estensione dell'ADSE (vedi sotto) a tutti i portoghesi, la riduzione del numero di dipendenti pubblici e una maggiore libertà di scelta per le scuole.

### 2019
I principali punti per il programma per le legislative del 2019 prevedevano:
- imposta sul reddito delle persone fisiche unica al 15%, solo sui redditi superiori a 650 euro;[16]
- estensione dell'ADSE a tutti i portoghesi;[17]
- libertà di scelta della scuola tra sistema pubblico e privato;[18]
- libertà di definizione dei criteri di ammissione per le università.[18]

## Presidenti

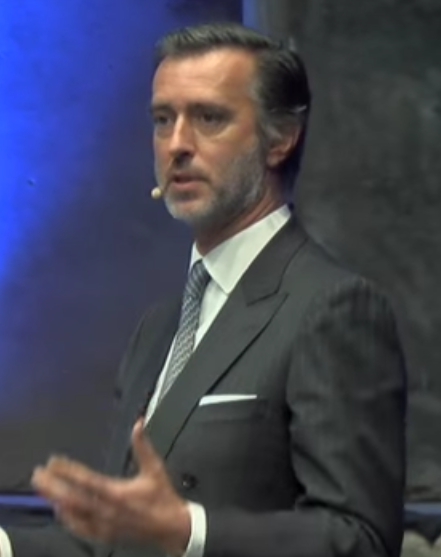
João Cotrim de Figueiredo, l'attuale presidente di IL.

- Miguel Ferreira da Silva (2017-2018)
- Carlos Guimarães Pinto (2018-2019)
- João Cotrim de Figueiredo (2019-presente)

## Risultati elettorali

### Elezioni legislative
| Elezione         | Voti    | %    | Seggi   | Posizione   |
| ---------------- | ------- | ---- | ------- | ----------- |
| Legislative 2019 | 67 681  | 1,35 | 1 / 230 | Opposizione |
| Legislative 2022 | 273 399 | 4,91 | 8 / 230 | Opposizione |
| Legislative 2024 | 312 064 | 5,21 | 8 / 230 | Opposizione |

### Elezioni presidenziali
| Anno | Candidato supportato  | 1º Turno | 1º Turno   | 2º Turno | 2º Turno |
| Anno | Candidato supportato  | Voti     | %          | Voti     | %        |
| ---- | --------------------- | -------- | ---------- | -------- | -------- |
| 2021 | Tiago Mayan Gonçalves | 134,991  | 3,23 (6.º) |          |          |

### Elezioni europee
| Elezione     | Voti   | %    | Seggi  |
| ------------ | ------ | ---- | ------ |
| Europee 2019 | 29.120 | 0,94 | 0 / 21 |